# 쉬나나 전투 (1904년)
쉬나나 전투는 1904년 9월 29일 사우디아라비아의 통일 작전 도중 사우디와 라쉬디 가문 사이에서 벌어진 전쟁의 카심 지역의 쉬나나 마을에서 벌어진 중요한 전투다. 이븐 사우드는 베케리야 전투에서 승리한 뒤, 카심 지역 전체를 다 정복하려고 하였고 이븐 라쉬드 역시 그 지역을 되찾으려 했다. 사우디 측이 전투에서 승리했고, 이븐 사우드는 마을에 남아있던 수천 개의 오스만군의 보급품들을 얻었다. 이븐 라쉬드와 그의 오스만 동맹군들은 라우다 무한나로 퇴각할 수 밖에 없었다.

## 참고 자료
- 아랍어 위키백과의 쉬나나 전투